# Герб Івано-Франківської області
Герб Іва́но-Франкі́вської о́бласті — символ, офіційна емблема області, в якому відображаються її історія, особливості та традиції. Затверджений 26 липня 2001 року. Разом із прапором становить офіційну символіку органів місцевого самоврядування та виконавчої влади Івано-Франківської області. Автор проєкту герба  — Андрій Гречило — голова Українського геральдичного товариства.

## Опис
У срібному полі чорна галка з піднятими крилами у золотій короні. Герб подано в заокругленому знизу щиті.
Цей геральдичний символ відомий ще з ХІІІ століття у Галицько-Волинській державі, від XV століття фігурує на гербі та прапорі Галицької землі Руського воєводства (до складу якої входила територія сучасної Івано-Франківської області), а від кінця XVIII століття до початку ХХ століття була на знаку Галичини.

## Використання
Зображення герба встановлюється:
- на фасаді будинку обласної ради;
- у залі засідань обласної ради;
- у службових кабінетах голови обласної ради та голови обласної державної адміністрації;
- на службових посвідченнях, бланках, штампах та печатках (для використання на нагородних грамотах, вітальних листах, іншій церемоніальній неофіційній кореспонденції) представницьких і виконавчих органів;
- на офіційних виданнях обласної ради та обласної державної адміністрації;
- на центральних магістралях при в‘їзді на територію Івано-Франківської області;
- на штандарті (хоругві) голови Івано-Франківської обласної ради.

## Див.також
- Прапор Івано-Франківської області
- Івано-Франківська область